# Skrzypek na dachu (film)
Skrzypek na dachu (ang. Fiddler on the Roof) – amerykański musical filmowy z 1971 roku w reżyserii Normana Jewisona. Film jest ekranizacją musicalu o tym samym tytule, luźno opartego na książce Dzieje Tewji Mleczarza autorstwa Szolema Alejchema.

## Fabuła
Na początku XX wieku w żydowskiej wiosce Anatewka, położonej w Rosji, ubogi mleczarz Tewje ma zamiar wydać córki za mąż. Najlepszym kandydatem dla Cajtel, najstarszej z nich, wydawałby się rzeźnik Lejzer Wołf, lecz Cajtel i biedny krawiec, Motel Kamzojł, zakochany w niej z wzajemnością, przyrzekli sobie, że się pobiorą. Druga córka – Hodel chce wyjść za mąż bez pośrednictwa tradycyjnej swatki i bez zgody ojca za Perczyka – Żyda o rewolucyjnych poglądach, a trzecia córka, Chawa, pragnie zostać żoną nie-Żyda – Fiedki. W związku z tymi wydarzeniami Tewje zmuszony jest do ogromnych poświęceń. Z czasem uświadamia sobie, że rodzina jest najwyższą wartością i to ona tworzy tradycję, a nie odwrotnie. To właśnie rodzina pozwala im przetrwać najcięższe próby i wyrzeczenia.
Wątkiem pobocznym filmu są problemy mieszkańców Anatewki, z której władze rosyjskie planują wysiedlenie „wichrzycieli” – Żydów. Carskim ukazem Żydzi mają trzy dni na sprzedaż domostw, spakowanie się i opuszczenie wsi. Żydzi opuszczają Anatewkę w różne strony. Tewje z żoną Gołdą i dwiema najmłodszymi córkami Szprince i Bejłkie rusza z nadzieją na lepszą przyszłość w drogę do Stanów Zjednoczonych, dokąd emigrują.

## Obsada
- Chaim Topol – Tewje
- Norma Crane – Gołda
- Leonard Frey – Motel Kamzojł
- Molly Picon – Jente
- Paul Mann – Lejzer Wołf
- Rosalind Harris(inne języki) – Cajtel
- Michele Marsh – Hodel
- Neva Small – Chawa
- Paul Michael Glaser – Perczyk
- Raymond Lovelock – Fiedka
- Elaine Edwards – Szprince
- Candy Bonstein – Bejłkie
- Tutte Lemkow – skrzypek
- Shimen Rushkin – Mordcha
- Zvee Scooler – rabin
- Louis Zorich – rewirowy
- Alfie Scopp – Awram
- Howard Goorney – Nachum
- Barry Dennen – Mendel
- Ruth Madoc – Fruma-Sara
- Patience Collier – babcia Cajtel
- Arnold Diamond – Mojsze
- Marika Rivera – Rifka
- Aharon Ipalé – Szeftel
- Vladimir Medar – pop
- Roger Lloyd-Pack – zakrystian
- Carl Jaffe – Izaak
- Vernon Dobtcheff – rosyjski urzędnik

## Produkcja
Zdjęcia kręcono na terenie Chorwacji. Za Anatewkę posłużyły wioski Lekenik i Mala Gorica w żupanii sisacko-moslawińskiej.

## Nagrody
- Oscar za najtrafniejszą adaptację i najbardziej oryginalny dobór piosenek, za najlepsze zdjęcia dla Oswalda Morrisa, za najlepszy dźwięk dla Davida Hildyarda i Gordona K. McCalluma (1972).
- Nominacja do Oscara za najlepszy film dla Normana Jewisona, najlepszego aktora pierwszoplanowego dla Chaima Topola, najlepszego aktora drugoplanowego dla Leonarda Freya, najlepszego reżysera dla Normana Jewisona, najlepszą scenografię dla Michaela Stringera, Petera Lamonta i Roberta F. Boyle’a (1972).
- Złoty Glob za najlepszy musical, dla najlepszego aktora komediowego/grającego w musicalu dla Chaima Topola (1972).
- Nominacja do Złotego Globu dla Paula Manna jako najlepszego aktora drugoplanowego, Normana Jewisona jako najlepszego reżysera (1972).
- Nominacja do nagrody BAFTA dla Oswalda Morrisa za najlepsze zdjęcia, za najlepszy montaż dla Antony’ego Gibbsa i Roberta Lawrence’a (1972).
- Nominacja do nagrody WGA dla Josepha Steina za najlepszy scenariusz adaptowany komedii (1972).
- Nominacja do nagrody Eddie dla Antony’ego Gibbsa i Roberta Lawrence za najlepszy montaż filmu fabularnego (1972).
- Nominacja do nagrody Satelita za najlepsze dodatki w wersji DVD w wydaniu kolekcjonerskim (2007).

## Wyróżnienia Amerykańskiego Instytutu Filmowego
| Rok  | Lista                                                                                       | Pozycja     |
| ---- | ------------------------------------------------------------------------------------------- | ----------- |
| 2006 | Lista 100 najbardziej inspirujących filmów wszech czasów Amerykańskiego Instytutu Filmowego | 82. miejsce |